# 許怡霏
許怡霏（英語：Kerry Xu，1999年10月22日—）是美國華裔女子羽毛球運動員，畢業於聖荷西理海高中，現時為加州大學柏克萊分校學生。其雙胞胎姊妹許忻霏同為羽毛球運動員。

## 簡歷
許怡霏自8歲半開始就在父母影響下參與羽毛球運動。
2017年8月，許怡霏出戰美國羽毛球國際系列賽，與許忻霏合作贏得女子雙打比賽冠軍。同月，二人代表美國參加在台灣台北舉行的世界大學生運動會羽毛球比賽，拿得女子雙打比賽銅牌。

## 主要比賽成績
只列出曾進入準決賽的國際賽事成績：
| 年份   | 賽事                         | 公開賽級別 | 項目     | 拍檔                | 成績   |
| ------ | ---------------------------- | ---------- | -------- | ------------------- | ------ |
| 2014年 | 泛美洲青年羽毛球錦標賽       | 其他       | 混合團體 | －                  | 冠軍   |
| 2014年 | 泛美洲青年羽毛球錦標賽       | 其他       | 女子雙打 | 許忻霏              | 冠軍   |
| 2014年 | 泛美洲青年羽毛球錦標賽       | 其他       | 混合雙打 | Aston Khor          | 亞軍   |
| 2015年 | 泛美洲青年羽毛球錦標賽       | 其他       | 混合團體 | －                  | 冠軍   |
| 2015年 | 泛美洲青年羽毛球錦標賽       | 其他       | 女子雙打 | 許忻霏              | 冠軍   |
| 2016年 | 泛美洲羽毛球團體錦標賽       | 其他       | 女子團體 | －                  | 冠軍   |
| 2017年 | 泛美洲羽毛球錦標賽           | 其他       | 混合團體 | －                  | 季軍   |
| 2017年 | 美國羽毛球國際系列賽         | 國際系列賽 | 女子單打 | －                  | 季軍   |
| 2017年 | 美國羽毛球國際系列賽         | 國際系列賽 | 女子雙打 | 許忻霏              | 冠軍   |
| 2017年 | 世界大學生運動會羽毛球比賽   | 其他       | 女子雙打 | 許忻霏              | 季軍   |
| 2017年 | 美國羽毛球國際挑戰賽         | 國際挑戰賽 | 女子雙打 | 許忻霏              | 準決賽 |
| 2018年 | 美國羽毛球國際系列賽         | 國際系列賽 | 女子雙打 | 許忻霏              | 亞軍   |
| 2018年 | 美國羽毛球國際系列賽         | 國際系列賽 | 混合雙打 | 萨塔瓦特·庞拉尔莱特 | 亞軍   |
| 2019年 | 矽谷羽毛球國際系列賽         | 國際系列賽 | 女子雙打 | 許忻霏              | 冠軍   |
| 2022年 | 荷蘭羽毛球公開賽             | 國際挑戰賽 | 女子雙打 | 許忻霏              | 準決賽 |
| 2022年 | 捷克羽毛球公開賽             | 國際系列賽 | 女子雙打 | 許忻霏              | 準決賽 |
| 2022年 | 秘魯羽毛球國際賽             | 國際挑戰賽 | 女子雙打 | 許忻霏              | 亞軍   |
| 2022年 | 墨西哥羽毛球國際賽           | 國際系列賽 | 女子雙打 | 許忻霏              | 準決賽 |
| 2022年 | 薩爾瓦多羽毛球國際賽         | 國際系列賽 | 女子雙打 | 許忻霏              | 亞軍   |
| 2022年 | 加拿大羽毛球國際挑戰賽       | 國際挑戰賽 | 女子雙打 | 許忻霏              | 冠軍   |
| 2023年 | 泛美洲羽毛球混合團體錦標賽   | 其他       | 混合團體 | －                  | 亞軍   |
| 2023年 | 泛美洲羽毛球錦標賽           | 其他       | 女子雙打 | 許忻霏              | 季軍   |
| 2023年 | 危地馬拉羽毛球國際挑戰賽     | 國際挑戰賽 | 女子雙打 | 許忻霏              | 亞軍   |
| 2023年 | 秘魯羽毛球國際挑戰賽         | 國際挑戰賽 | 女子雙打 | 許忻霏              | 冠軍   |
| 2023年 | 泛美運動會羽毛球比賽         | 其他       | 女子雙打 | 許忻霏              | 銀牌   |
| 2023年 | 薩爾瓦多羽毛球國際賽         | 國際挑戰賽 | 女子雙打 | 許忻霏              | 亞軍   |
| 2024年 | 泛美洲羽毛球男女子團體錦標賽 | 其他       | 女子團體 | －                  | 亞軍   |
| 2024年 | 泛美洲羽毛球錦標賽           | 其他       | 女子雙打 | 許忻霏              | 亞軍   |
| 2024年 | 美國羽球公開賽               | 超級300賽  | 女子雙打 | 許怡霏              | 準決賽 |

| 2007-2017年 | 首要超級賽 | 超級賽 | 黃金大獎賽 | 大獎賽 | 國際挑戰賽 | 國際系列賽 | 未來系列賽 | 其他 |

| 2018-2026年 | 總決賽 | 超級1000賽 | 超級750賽 | 超級500賽 | 超級300賽 | 超級100賽 | 國際挑戰賽 | 國際系列賽 | 未來系列賽 | 其他 |

### 奧運會和世錦賽參賽紀錄
|          | 搭檔   | 2023 | 2024       |
| -------- | ------ | ---- | ---------- |
| 女子雙打 | 許忻霏 | 64強 | 小組第四名 |